# Celebrities Under Pressure
Celebrities Under Pressure è stato un programma televisivo britannico trasmesso su ITV dal 13 settembre 2003 al 7 agosto 2004.
Melanie Sykes  è stata la presentatrice per le prime due stagioni, mentre Vernon Kay  è stato il presentatore per la terza.

## Format
Ogni episodio si articola secondo un format prestabilito: una famiglia accoglie una celebrità per la durata di una settimana, durante la quale l’ospite è tenuto ad apprendere una serie di abilità trasmesse dai membri della famiglia stessa. I progressi dell’apprendimento vengono documentati mediante riprese video. Al termine del periodo, la celebrità è chiamata a sostenere una prova finale volta a verificare le competenze acquisite. In caso di esito negativo, alla famiglia non viene assegnato alcun premio; qualora invece la prova venga superata con successo, la famiglia riceve una serie di ricompense, di solito costituite da beni materiali o esperienze di valore, come elettrodomestici di ultima generazione, vacanze, buoni spesa o altri premi personalizzati in base alle preferenze espresse prima della partecipazione.
Il programma rappresenta una variazione del format precedentemente introdotto con The Moment of Truth , dal quale si distingue per la sostituzione del concorrente familiare con una figura celebre.

## Partecipanti

### Stagione 1
- Episodio 1 - Samantha Fox, Tara Palmer Tomkinson [4] , Brian Dowling [5]
- Episodio 2 - Samia Ghadie, Uri Geller, Kerry McFadden
- Episodio 3 - Phil Tufnell, Fiona Phillips, Bruce Jones
- Episodio 4 - Jono Coleman, Catalina Guirado, Linda Lusardi
- Episodio 5 - Antony Audenshaw, Tony Hadley, Sonia
- Episodio 6 - Ben Freeman, Lesley Joseph, Andrew Whyment

### Stagione 2
- Episodio 1 - Terri Dwyer, John Fashanu, Ken Morley
- Episodio 2 - Jodie Marsh, John Barnes, Tamara Beckwith
- Episodio 3 - Amy Nuttall, Ben Shephard, Antony Worrall Thompson
- Episodio 4 - Kate Garraway, Alan Halsall, James Hewitt

### Stagione 3
- Episodio 1 - Chris Finch, The Cheeky Girls, Nell McAndrew
- Episodio 2 - Dominic Brunt, Jennie McAlpine, Barry McGuigan
- Episodio 3 - Alison Hammond, Daniel MacPherson, Caprice Bourret
- Episodio 4 - Stephen Mulhern, Linda Robson, Jenni Falconer

## Trasmissione[6]
| Stagione | Inizio prima TV UK | Fine prima TV UK | Episodi |
| -------- | ------------------ | ---------------- | ------- |
| 1        | 13 settembre 2003  | 18 ottobre 2003  | 6       |
| 2        | 10 gennaio 2004    | 31 gennaio 2004  | 4       |
| 3        | 17 luglio 2004     | 7 agosto 2004    | 4       |

## Critica
Dati degli ascolti: BARB.

### Stagione 1
| Episodio N° | Prima TV UK       | Spettatori prima TV UK (in milioni) | Recensione settimanale di ITV |
| ----------- | ----------------- | ----------------------------------- | ----------------------------- |
| 1           | 13 settembre 2003 | Sotto i 3,830                       | Fuori dalla Top 30            |
| 2           | 20 settembre 2003 | Sotto i 3,870                       | Fuori dalla Top 30            |
| 3           | 27 settembre 2003 | 4,770                               | 26                            |
| 4           | 4 ottobre 2003    | 4,860                               | 22                            |
| 5           | 11 ottobre 2003   | 4,730                               | 26                            |
| 6           | 18 ottobre 2003   | 5,400                               | 25                            |

### Stagione 2
| Episodio N° | Prima TV UK     | Spettatori prima TV UK (in milioni) | Recensione settimanale di ITV |
| ----------- | --------------- | ----------------------------------- | ----------------------------- |
| 1           | 10 gennaio 2004 | 5,110                               | 30                            |
| 2           | 17 gennaio 2004 | Sotto i 4,870                       | Fuori dalla Top 30            |
| 3           | 24 gennaio 2004 | Sotto i 4,490                       | Fuori dalla Top 30            |
| 4           | 31 gennaio 2004 | 5,600                               | 28                            |

### Stagione 3
| Episodio N° | Prima TV UK    | Spettatori prima TV UK (in milioni) | Recensione settimanale di ITV |
| ----------- | -------------- | ----------------------------------- | ----------------------------- |
| 1           | 17 luglio 2004 | 3,850                               | 24                            |
| 2           | 24 luglio 2004 | 4,030                               | 20                            |
| 3           | 31 luglio 2004 | 3,400                               | 27                            |
| 4           | 7 agosto 2004  | 3,100                               | 27                            |